# Cantón Junín
Cantón Junín är en kanton i Ecuador.   Den ligger i provinsen Manabí, i den västra delen av landet, 200 km väster om huvudstaden Quito.